# مارلين فرينتش
مارلين فرينتش (بالإنجليزية: Marilyn French)‏‏ (21 نوفمبر 1929 في بروكلين - 2 مايو 2009 في نيويورك) روائية، وكاتِبة، ونسوية، ونقد اجتماعي من الولايات المتحدة.

## الجوائز
- وسام مئوية هارفارد

## روابط خارجية
- مارلين فرينتش على موقع IMDb (الإنجليزية)
- مارلين فرينتش على موقع مونزينجر (الألمانية)
- مارلين فرينتش على موقع إن إن دي بي (الإنجليزية)